# (3111) Misuzu
(3111) Misuzu (1977 DX8; 1972 TG7; 1982 UN2) ist ein ungefähr fünf Kilometer großer Asteroid des inneren Hauptgürtels, der am 19. Februar 1979 von den japanischen Astronomen Hiroki Kōsai und Kiichirō Furukawa am Kiso-Observatorium am Berg Ontake-san in Kiso-machi im Landkreis Kiso-gun, Präfektur Nagano in Japan (IAU-Code 381) entdeckt wurde.

## Benennung
(3111) Misuzu wurde nach der Präfektur Nagano, deren alter Name Misuzu war, benannt. Das Kiso-Observatorium, an dem der Asteroid entdeckt wurde, befindet sich in der Präfektur Nagano.